# Ferdinand Adolph Lange

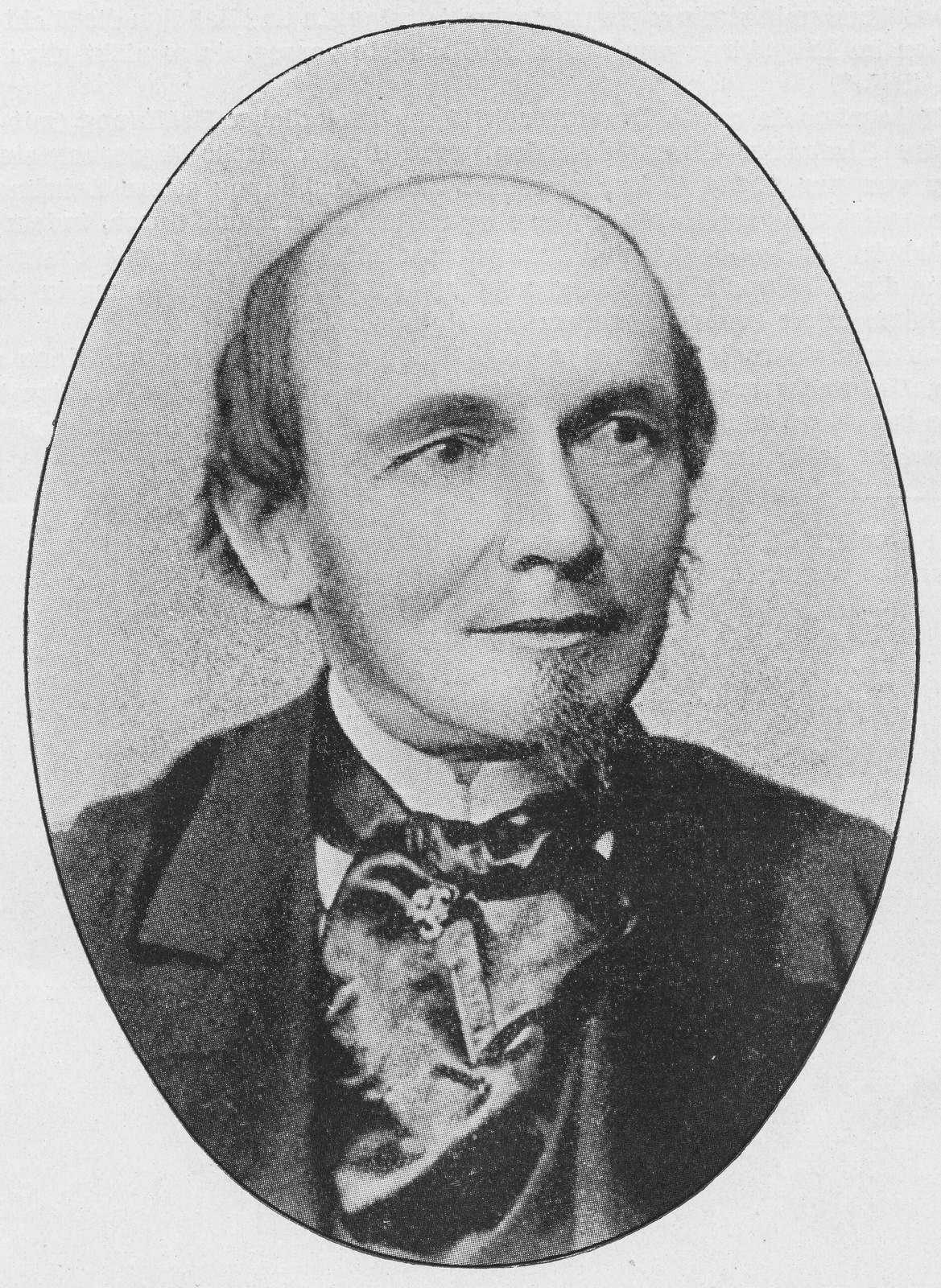
Ferdinand Adolph Lange

Ferdinand Adolph Lange (* 18. Februar 1815 in Dresden; † 3. Dezember 1875 in Glashütte) war ein deutscher Uhrmacher, Erfinder, Unternehmer und Regionalpolitiker.

## Leben
Ferdinand Adolph Lange, als „Fertinant Adolph“, Sohn des Johann Samuel Lange, in Dresden am 25. Februar 1815 getauft, wuchs als Kind bei Pflegeeltern auf, die ihm eine ordentliche Ausbildung ermöglichten. Mit 15 Jahren trat er in das Dresdner Polytechnikum ein und erlernte anschließend beim sächsischen Hofuhrmacher Johann Christian Friedrich Gutkaes sen. den Beruf des Uhrmachers. Ab 1837 ging er auf die für Handwerker übliche Wanderschaft nach Frankreich, Großbritannien und in die Schweiz, um sein Wissen und seine Fertigkeiten bei bekannten Uhrmachern zu vervollkommnen. Der berühmte Pariser Uhrmacher Joseph Thaddäus Winnerl bot ihm eine Stelle auf Lebenszeit an, dennoch kehrte Lange 1841 nach Sachsen zurück und wurde mit Gustav Bernhard Gutkaes Teilhaber der Firma „Gutkaes & Lange“ in Dresden.
Am 7. Dezember 1845 gründete Ferdinand Adolph Lange in Glashütte mit seinem späteren Schwager, dem Uhrmacher Friedrich August Adolf Schneider (1824–1878), finanziell unterstützt von der königlich-sächsischen Regierung mit einem rückzahlbaren Darlehen von 7.820 Talern – die Uhrenmanufaktur „A. Lange, Dresden“, die ab 1868 nach Eintritt seines Sohnes Richard Lange als Mitinhaber unter A. Lange & Söhne firmierte. 1875 trat auch der Sohn Friedrich Emil Lange in die Firmenleitung ein. Die  strukturschwache Region um Glashütte im Osterzgebirge bot vor allem das für den Beginn einer wirtschaftlichen Uhrenproduktion unerlässliche niedrige Lohnniveau. Gleichzeitig erfüllte er seine gegenüber der sächsischen Regierung eingegangene Verpflichtung und begann mit der Ausbildung von Uhrmachern in Glashütte und legte so den Grundstein für die sich daraus entwickelnde Uhrenindustrie. Deren weitere Entwicklung förderte Lange, indem er qualifizierte Mitarbeiter zur Gründung eigener Unternehmen ermunterte. Beispiel dafür sind die Manufakturen von Adolf Schneider und Julius Assmann.

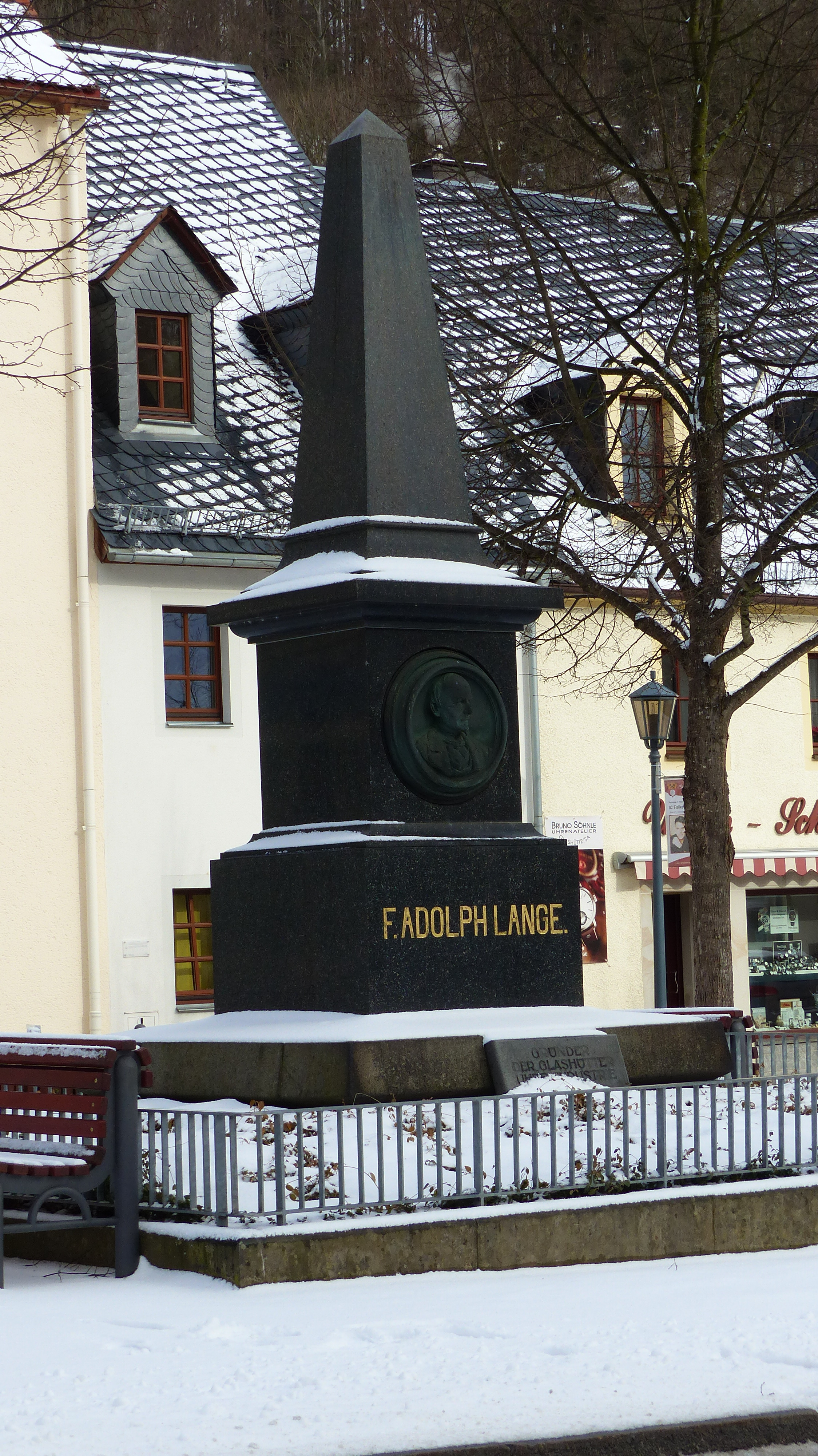
Denkmal für F. Adolph Lange an der Kirche Glashütte

Im Gegensatz zu der zu dieser Zeit sonst noch sehr handwerklichen Uhrenherstellung strebte Lange eine arbeitsteilige Produktion der Einzelteile an, versuchte die theoretischen Grundlagen der Feinmechanik zu vertiefen und für die Uhrenfertigung zu nutzen. Ferdinand Adolph Lange entwickelte unter anderem neue Präzisionswerkzeuge und Messgeräte, beispielsweise das Zehntelmaß. Diese Methoden, sowie die von Lange im Uhrenbau eingeführten technischen Verbesserungen, erlaubten alsbald die Herstellung von hochwertigen und sehr präzisen Taschenuhren zu akzeptablen Preisen in wirtschaftlichen Stückzahlen.
Lange war von 1848 bis zum 30. März 1867 Bürgermeister der Stadt Glashütte und von 1857 an bis zu seinem Tod 1875 Abgeordneter des Sächsischen Landtags (Ständeversammlung des Königreichs Sachsen).